# Stundenbuch

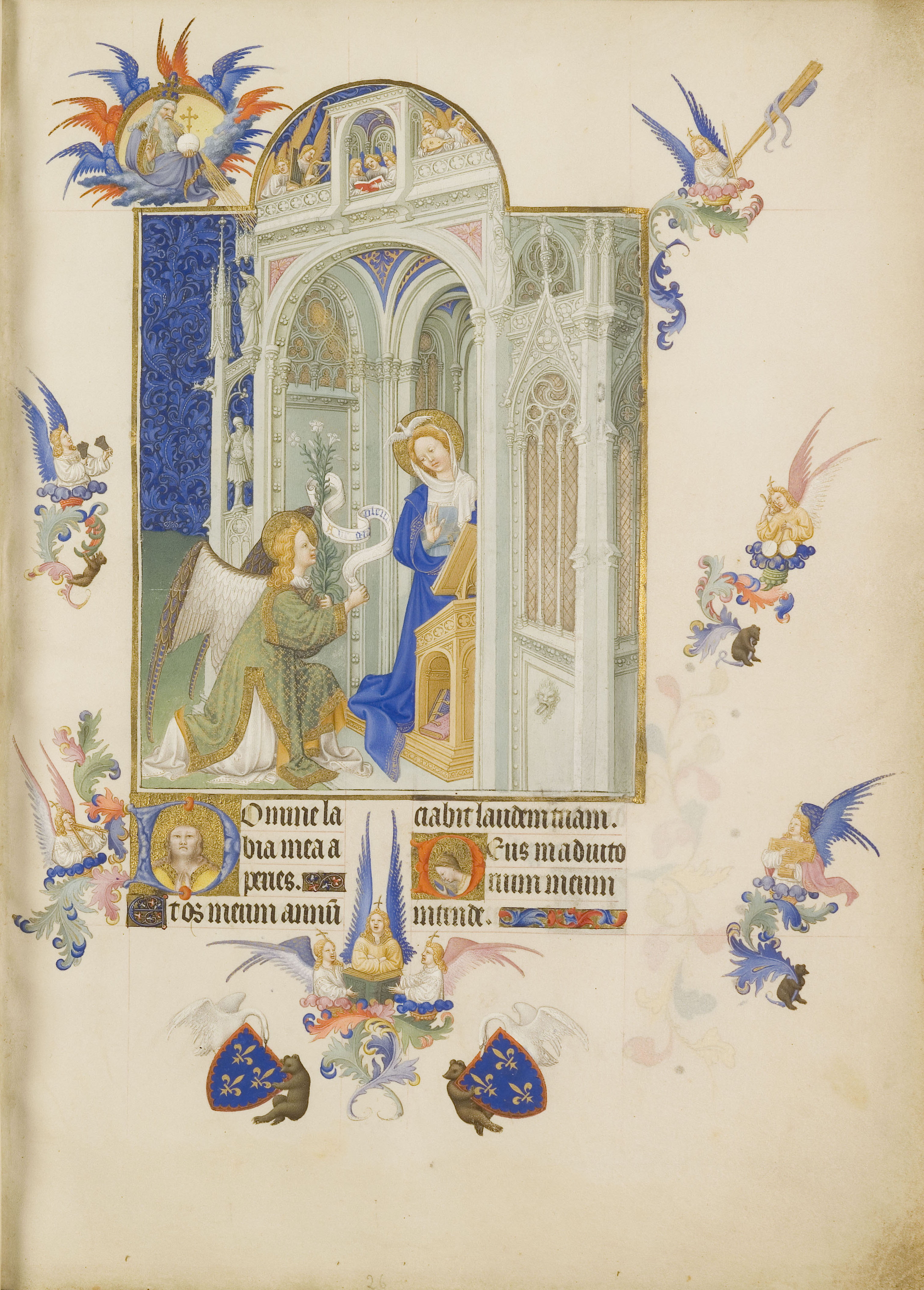
Die Verkündigung aus dem Stundenbuch des Herzogs von Berry

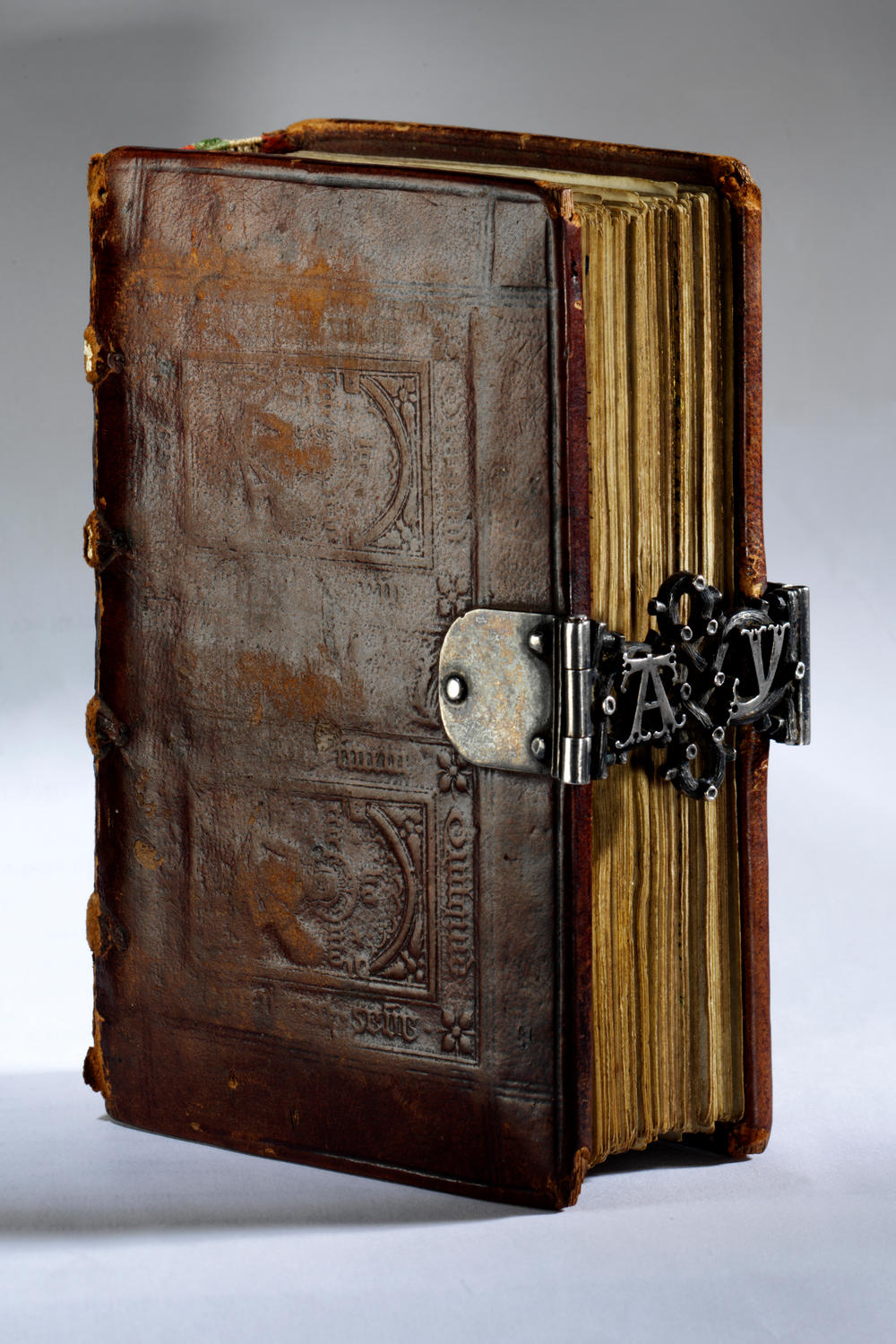
Stundenbuch von Reynegom

Das Stundenbuch, auch Horarium (lateinisch horarium „Uhr“), französisch Livre d’heures [livr ˈdœr], war ein im Aufbau dem Brevier der römisch-katholischen Kirche nachempfundenes Gebet- und Andachtsbuch für das Stundengebet. Stundenbücher waren zunächst für Laien bestimmt, später auch für Kleriker. Sie kamen Mitte des 13. Jahrhunderts in England auf und verdrängten den Psalter aus seiner beherrschenden Rolle als Gebetbuch. Im Spätmittelalter waren sie in Kreisen des reichen, lesekundigen Adels und Stadtadels das private Andachtsbuch par excellence. Der Buchtyp erlebte seine verbreitungsmäßige und künstlerische Blütezeit im späten 14. und im 15. Jahrhundert in Frankreich und Flandern – davon zeugt die noch heute bekannte Bezeichnung Livre d’heures. Später kamen sie über die Niederlande auch in das deutschsprachige Gebiet.

## Inhalt und Gestaltung von Stundenbüchern
Stundenbücher waren meist aufwendig mit Buchschmuck versehen. Einzelne Exemplare gehören zu den prachtvollsten jemals hergestellten illustrierten Handschriften. Am berühmtesten und künstlerisch wertvollsten dürften die Stundenbücher des Herzogs von Berry (1340–1416) sein, darunter die Très riches heures (Chantilly, Musée Condé, Ms. 65), die schon bei den Zeitgenossen als ein Nonplusultra bibliophiler Kostbarkeit galten.
Kernstücke der Stundenbücher bildeten ein marianisches Offizium und das Totenoffizium. Die Bezeichnung Stundenbuch leitet sich ab von den darin enthaltenen, zu bestimmten Stunden zu betenden Tagzeiten. Ursprünglich beginnend um Mitternacht mit der Matutin, welche aus praktischen Gründen im Laufe der Jahre mit den Laudes um drei Uhr morgens zusammengefasst wurde, betete man im dreistündigen Rhythmus ab sechs Uhr morgens Prim, Terz, die Sext, die Non, die Vesper und die Komplet. In Stundenbüchern fanden sich auch Cisiojanus-Merkverse, die bei der Datierung der beweglichen Feste des Kirchenjahres halfen.
Mit dem Beginn der Neuzeit wurden Stundenbücher weiterhin in der Tradition handschriftlich gefertigter Bücher unter Zuhilfenahme des Buchdrucks aufwendig produziert. Glanzvolle und berühmte Beispiele für die Kunst, gedruckte Stundenbücher den bis dahin üblichen handschriftlichen Manuskripten zum Verwechseln ähnlich zu machen, sind u. a. das Horarium secundum usum Romanae curiae von Adriaen van Liesfelt mit Holzstöcken des Druckers Gerard Leeu, das am 22. Juni 1494 in Antwerpen erschien, oder das von Lucantonio Giunta in Venedig am 4. Mai 1506 verlegte Stundenbuch Officium Beatae Mariae Virginis secundum consuetudinem romane curie.
Die größte Privatsammlung von Stundenbüchern hat der Antiquar Heribert Tenschert zusammengetragen.

## Bekannte Stundenbücher
| Abbildung           | Gebräuchlicher Name                                                    | Datierung                       | Lokalisierung                                     | Künstler | Auftraggeber                                 | Signatur | Vollständige Handschrift im Bild       |
| ------------------- | ---------------------------------------------------------------------- | ------------------------------- | ------------------------------------------------- | --- | -------------------------------------------- | --- | -------------------------------------- |
|                     | Stundenbuch Grey-FitzPayn                                              | 1300–1308                       | England, Midlands                                 | |                                              | Cambridge, Fitzwilliam Museum, ms. 242 |                                        |
|                     | Stundenbuch der Jeanne d’Evreux                                        | 1325–1328                       | Frankreich, Paris                                 | Jean Pucelle | Johanna von Evreux                           | New York, Metropolitan Museum of Art, The Cloisters, Acc. No. 54.1.2 |                                        |
|                     | Stundenbuch von Saint-Omer                                             | um 1330                         | Frankreich, Arras                                 | | Marguerite de Beaujeu                        | London, British Library, Add. ms. 36684 |                                        |
|                     | Stundenbuch der Johanna von Navarra                                    | um 1336–1340                    | Frankreich, Paris                                 | Jean Le Noir |                                              | Paris, Bibliothèque nationale, Ms. nouv. acq. lat. 3145 |                                        |
|                     | sog. Psalter der Bonne von Luxemburg                                   | 1348/49                         | Frankreich, Paris                                 | Jean le Noir | Bonne von Luxemburg                          | New York, Metropolitan Museum of Art, The Cloisters, Inv. 69–86 |                                        |
|                     | Stundenbuch der Yolande von Flandern                                   | 1353–63                         | Frankreich, Paris                                 | Jean le Noir, Bourgot Le Noir | Yolande von Flandern                         | London, British Library, Ms. Yates Thompson 37 |                                        |
|                     | Stundenbuch Philipps des Kühnen                                        | 1370                            | Frankreich, Paris                                 | | Philipp der Kühne                            | Cambridge, Fitzwilliam Museum, ms. 3-1954 |                                        |
|                     | Petites Heures des Herzogs Jean de Berry                               | 1370–80, 1385–90, ca. 1410      | Frankreich, Paris                                 | Jean le Noir, Jacquemart de Hesdin, „Pseudo-Jacquemart“ et al.; Brüder von Limburg (eine Miniatur)                                    | Jean de Berry                                | Paris, Bibliothèque nationale, Ms. lat. 18014 | gallica.bnf.fr                         |
|                     | Très Belles Heures de Notre-Dame des Jean de Berry                     | um 1380, ca. 1404–1409, um 1412 | Frankreich, Paris, Bourges                        | Meister des Paraments von Narbonne, Meister Johannes’ des Täufers, Heilig-Geist-Meister, Brüder von Limburg                           | Jean de Berry                                | Paris, Bibliothèque nationale, Ms. nouv. acq. lat. 3093 |                                        |
|                     | Turin-Mailänder Stundenbuch                                            | 1380/90–1420                    | Niederlande, Flandern; Frankreich, Paris, Bourges | Meister des Paraments von Narbonne, Meister G (evtl. Jan van Eyck), Meister Johannes’ des Täufers, Barthélemy d’Eyck, Hubert van Eyck | Jean de Berry                                | Turin, Museo Civico d'Arte Antica, Ms. 47 |                                        |
|                     | Stundenbuch des Giangaleazzo Visconti                                  | um 1388, vollendet nach 1428    | Italien, Lombardei (Mailand)                      | Giovannino de’ Grassi, Luchino Belbello da Pavia u. a.                                                                                | Gian Galeazzo Visconti                       | Florenz, Biblioteca Nazionale, Banco Rari 397 |                                        |
|                     | Beaufort-Stundenbuch                                                   | um 1400–1410                    | England oder südliche Niederlande                 | Meister der Beaufort-Heiligen, Hermann Scheerre                                                                                       |                                              | London, British Library, Royal, Ms. 2 A.XVIII |                                        |
|                     | Brüsseler Stundenbuch                                                  | Vor 1402, Malerei um 1412–15    | Brüssel                                           | Jacquemart de Hesdin | Duc de Berry                                 | Brüssel, Bibliothèque royale, ms. 11060-61 | belgica.kbr.be                         |
|                     | Très Belles Heures de Notre-Dame                                       | frühes 15. Jahrhundert          | Frankreich, Paris                                 | André Beauneveu |                                              | Brüssel, Bibliothèque Royale, ms. 11060-1 |                                        |
|                     | Stundenbuch des Jean de Boucicaut                                      | um 1405–1410                    | Frankreich, Paris                                 | Boucicaut-Meister | Jean II. Le Maingre, Marschall von Boucicaut | Paris, Musée Jacquemart-André, Ms. 2 |                                        |
|                     | Stundenbuch des Johann ohne Furcht                                     | um 1406–1415                    | Flandern, Gent                                    | | Johann Ohnefurcht, Herzog von Burgund        | Bibliothèque Nationale, Paris, ms. lat. nouv. acq. 3055 |                                        |
|                     | Grandes Heures de Jean de Berry                                        | 1409 vollendet                  |                                                   | Jacquemart de Hesdin | Jean de Berry                                | Paris, Bibliothèque nationale, ms. lat. 919 | gallica.bnf.fr                         |
|                     | Très Riches Heures des Jean de Berry                                   | 1410/1416                       | Frankreich                                        | Brüder Limburg | Jean de Berry                                | Chantilly, Musée Condé, Ms. 65 |                                        |
|                     | Stundenbuch der Maria d’Harcourt                                       | 1415                            | deutsch-holländisches Grenzland, Geldern          | Bruder Helmich de Leev, Kloster Marienborn.                                                                                           | Maria d’Harcourt, Herzogin von Geldern       | Wien, Österreichische Nationalbibliothek, Cod. 1908 und Staatsbibliothek zu Berlin – Stiftung Preußischer Kulturbesitz, ms. germ. quart. 42 |                                        |
|                     | Stundenbuch der Isabella Stuart                                        | 1417–1418                       | Frankreich, Angers                                | Rohan-Meister | Jolanthe von Aragón                          | Cambridge, Fitzwilliam Museum, ms. 62 |                                        |
|                     | Rohan-Stundenbuch                                                      | um 1430/35                      | Frankreich                                        | Rohan-Meister |                                              | Paris, Bibliothèque nationale, Ms. lat. 9471 | Gallica: Rohan-Meister                 |
|                     | Stundenbuch der Katharina von Kleve                                    | um 1440                         | Niederlande, Utrecht                              | Meister der Katharina von Kleve | Katharina von Kleve                          | New York, Pierpont Morgan Library, M 917 und 945 |                                        |
| Anbetung der Könige | Stundenbuch Philipps des Guten                                         | vor 1454/1455                   | Flandern                                          | Jean Le Tavernier | Philipp der Gute                             | Den Haag, Koninklijke Bibliothek, ms. 76f./20 |                                        |
|                     | Stundenbuch von Peter II., Herzog der Bretagne                         | 1455–1457                       | Frankreich, Paris                                 | | Peter II., Herzog der Bretagne               | Paris, Bibliothèque nationale, ms. lat. 1159 |                                        |
|                     | Stundenbuch des Étienne Chevalier                                      | vor 1457                        | Frankreich                                        | Jean Fouquet | Étienne Chevalier                            | Chantilly, Musée Condé; London, British Library, Add. 37421; New York, Metropolitan Museum; Paris, Bibliothèque nationale, n. a. lat. 1416; Paris, Louvre, Département des Arts graphiques, R. F. 1679, M. I. 1093; Paris, Musée Marmottan; Upton House, Lord Bearsted (National Trust) |                                        |
|                     | Stundenbuch der Adelaide von Savoyen                                   | ca. 1460–1465                   | Frankreich                                        | Meister der Adelaide von Savoyen |                                              | Chantilly, Musée Condé, Ms. 76 | Initiale: Chantilly, Musée Condé, 0076 |
|                     | Schwarzes Stundenbuch von Karl dem Kühnen                              | 1466–1476                       | Flandern                                          | Meister des Antonius von Burgund | Karl der Kühne                               | Wien, Österreichische Nationalbibliothek, Cod. 1856 |                                        |
|                     | Stundenbuch der Sforza                                                 | 1466–1476                       | Mailand                                           | Meister des Sforza-Gebetbuches | Bona Sforza                                  | London, British Library, Add. ms. 34294 (Faksimile in der Universitätsbibliothek Klagenfurt, FA I 263450) |                                        |
|                     | Stundenbuch der Margarete de Foix, Herzogin der Bretagne               | 1470–1480                       | Frankreich                                        | | Margarete de Foix, Herzogin der Bretagne     | London, Victoria and Albert Museum, Salting Collection Nr. 1222 |                                        |
|                     | Schwarzes Stundenbuch                                                  | um 1475                         | Niederlande, Brügge                               | Willem Vrelant |                                              | New York, Morgan Library & Museum, M. 493 |                                        |
|                     | Stundenbuch der Maria von Burgund                                      | um 1477                         | Flandern                                          | Nicolas Spierinck und Liétard van Lathem                                                                                              |                                              | Wien, Österreichische Nationalbibliothek, Cod. 1857 |                                        |
|                     | Stundenbuch des Lorenzo de’ Medici                                     | 1485                            | Florenz                                           | Francesco Rosselli | Lorenzo il Magnifico                         | Florenz, Biblioteca Medicea Laurenziana |                                        |
|                     | Wodhull-Harberton-Stundenbuch                                          | um 1490                         | Niederlande, Delft                                | Sog. Meister des Wodhull-Harberton-Stundenbuchs                                                                                       |                                              | |                                        |
|                     | Stundenbuch des Charles d'Angoulême                                    | um 1485                         | Frankreich                                        | |                                              | Paris, Bibliothèque nationale de France, Département des manuscrits, Latin 1173 online-Ansicht |                                        |
|                     | Stundenbuch des Markgrafen Christoph I. von Baden                      | um 1500                         | Frankreich, Paris (?)                             | | Markgraf Christoph I. von Baden              | Karlsruhe, Badische Landesbibliothek, Cod. Durlach 1 (Digitalisat) |                                        |
|                     | Großes Stundenbuch der Anne de Bretagne                                | 1503–1508                       | Frankreich, Tours oder Paris                      | Jean Bourdichon | Anne de Bretagne, Königin von Frankreich     | Paris, Bibliothèque nationale Man. lat. 9474 |                                        |
|                     | Kleines Stundenbuch der Anne de Bretagne                               | um 1498                         | Frankreich                                        | Unbekannter Meister | Anne de Bretagne, Königin von Frankreich     | Paris, Bibliothèque nationale Nouv. acq. lat. 3027 |                                        |
|                     | Fibel der Claude von Frankreich                                        | 1500–1510                       | Frankreich                                        | | Anne de Bretagne, Königin von Frankreich     | Fitzwilliam Museum, Cambridge, ms. 159 |                                        |
|                     | Gebetbuch Jakobs IV. von Schottland und seiner Gemahlin Margaret Tudor | 1503                            |                                                   | |                                              | Wien, Österreichische Nationalbibliothek |                                        |
|                     | Stundenbuch des Simon Vostre                                           | entstanden 1512                 |                                                   | |                                              | |                                        |
|                     | Stundenbuch des Marcello Durazzo                                       | 1524                            |                                                   | Francesco Marmitta | Marcello Durazzo                             | Biblioteca Civica Berio, Genua |                                        |
|                     | Stundenbuch des Bénigne Serre                                          | 1524                            |                                                   | unbekannter Meister | Bénigne Serre                                | Privatbesitz |                                        |
|                     | Stundenbuch des Kardinals Alessandro Farnese                           | um 1546                         |                                                   | Giulio Clovio | Alessandro Farnese                           | New York, Pierpont Morgan Library, M. 69 |                                        |
|                     | Rothschild-Stundenbuch                                                 | 1500 bis 1520                   | Flandern                                          | | unbekannt                                    | Codex Vindobonensis S. N. 2844; heute National Library of Australia |                                        |
|                     | Horarium Latine – Dresdner Gebetbuch                                   | um 1470                         | Brügge                                            | Meister des Dresdner Gebetbuches | vermutlich Francesco Sassetti (1421–1490)    | Dresden, Sächsische Landesbibliothek - Staats- und Universitätsbibliothek, Mscr.Dresd.A.311 | SLUB: Digitale Sammlungen              |

## Nachwirkung
Der Holzschnitzer Frans Masereel hat 1919 den Bildroman Mein Stundenbuch veröffentlicht, mit dessen Titel er sich ausdrücklich auf die Tradition mittelalterlicher Stundenbücher bezieht, und damit einen stilbildenden  Vorläufer des Comics und der Graphic Novel geschaffen.